# Daniel Jesus Moreira Carvalho
Daniel Jesus Moreira Carvalho (sinh ngày 13 tháng 10 năm 1995) hay đơn giản Dani Carvalho, là một cầu thủ bóng đá người Bồ Đào Nha thi đấu cho S.C. Freamunde ở vị trí thủ môn.

## Sự nghiệp bóng đá
Ngày 4 tháng 11 năm 2015, Danny có màn ra mắt cho Freamunde trong trận đấu tại Giải bóng đá hạng nhất quốc gia Bồ Đào Nha 2015–16 trước Feirense.